# Panorpa wangwushana
Panorpa wangwushana är en näbbsländeart som beskrevs av Huang, Hua och Shen 2004. Panorpa wangwushana ingår i släktet Panorpa och familjen skorpionsländor. Inga underarter finns listade i Catalogue of Life.